# Wanja Djanaieff
Wanja Elisabeth Alexanderson Djanaieff, född Andersson 26 februari 1941 i Solna, är en svensk professor och textilformgivare.

## Biografi
Wanja Djanaieff, som är dotter till brunnsborraren Eskil Andersson och Ingrid Karlsson, studerade 1957–1960 på textillinjen vid Konstfackskolan i Stockholm. Därefter följde en tioårig anställning vid Almedahls fabriker, varav åren 1962–1970 som designchef. Från 1970 till 1977 var hon designchef för NK och från 1977 till 1980 för Strömma Sweden. Mellan åren 1980 och 1992 var hon även verksam på Konstfack: från 1980 till 1988 som lärare och projektledare, och från 1988 till 1992 som professor vid institutionen för textil formgivning. Hon tilldelades professors namn 1995.
Hon uppbär statlig inkomstgaranti för konstnärer. Djanaieff finns representerad vid Nationalmuseum i Stockholm och Designarkivet i Pukeberg.
Djanaieff var gift första gången 1959–1968 med konstnären Michel Djanaieff, andra gången 1972–1981 med professor Anders Brahme och tredje gången från 1991 med teknologie doktor Johan Alexanderson.

## Exempel på formgivning
Djanaieff svarade för formgivningen av den svenska OS-truppen i Münchens kläder 1972. Kläderna, prydda med ett mönster av gula kronor på blå bakgrund, gick även att köpa på NK och blev en storsäljare. Dessutom har hon bland annat formgivit SJ:s uniformer 1990 och personalkläderna i den svenska paviljongen på världsutställningen i Sevilla 1992. Hon har även varit verksam som scenograf och kostymdesigner.